# Persoonlijkheidsstoornis niet anderszins omschreven
Persoonlijkheidsstoornis niet anderszins omschreven (Engels: personality disorder not otherwise specified, PD-NOS) is een persoonlijkheidsstoornis gedefinieerd in het Amerikaanse handboek DSM-IV uit 1994. Deze diagnose kan gesteld worden wanneer een patiënt symptomen van een  persoonlijkheidsstoornis vertoont die onder geen enkele andere stoornis in het handboek vallen.

## Opmerking
De afkorting PD-NOS moet niet worden verward met PDD-NOS. Dit zijn twee totaal verschillende begrippen.